# La familia de Carlos IV
La familia de Carlos IV es un retrato colectivo pintado en 1800 por Francisco de Goya. Se conserva en el Museo del Prado de Madrid.
Goya comenzó a trabajar en los bocetos —de los que el Prado conserva cinco— en la primavera de 1800. La versión definitiva la pintó entre julio de 1800 y junio de 1801, enviando la cuenta en diciembre de 1801. Perteneció a las colecciones privadas del Palacio Real de Madrid, donde aparece en el inventario de 1814. Pasó a formar parte del recién fundado Museo del Prado en 1824, por orden del rey Fernando VII, quien aparece retratado en el cuadro.
Desde 1942 mantiene el número de catálogo P00726. Ese mismo año apareció en el listado de obras del museo —publicado con cierto retraso—, realizado por Francisco Javier Sánchez Cantón, entonces subdirector del Prado. Se exhibe en la sala 32 de la pinacoteca, ubicada en la planta baja del edificio planeado por Juan de Villanueva.
La obra es un compendio de la amplia labor como retratista desempeñada por Goya, a la vez que una de sus composiciones más complejas, cuyos antecedentes se encuentran en otros dos retratos colectivos: La familia de Felipe V, de Louis-Michel van Loo (1743), y Las meninas o La familia de Felipe IV, de Diego Velázquez (1656).
Goya revela su maestría en cada detalle del cuadro, tanto por el dominio formal de la luz como por la sutil definición de las personalidades, acentuada por la reducción de las referencias espaciales, subrayándose de este modo la capacidad del artista de Fuendetodos para analizar a sus retratados.

## Historia
Desde 1789 Goya era pintor de cámara de la corte del rey Carlos IV. En esa condición, e incluso antes -retrato de Carlos III en traje de corte, Banco de España, 1787-, había tenido ocasión de retratar a los reyes, aunque siempre de forma vidual y no en grupo. En la primavera de 1800, pocos meses después de haber sido nombrado primer pintor de cámara, recibió el encargo de ejecutar un gran retrato de toda la familia real. Gracias a las cartas de la reina María Luisa de Parma a Manuel Godoy puede conocerse paso a paso el proceso de creación y composición del cuadro. Goya comenzó a trabajar en él en mayo de 1800, cuando la familia real pasaba una temporada en el Palacio de Aranjuez. Entre mayo y julio realizó los bocetos con los retratos del natural de cada uno de los miembros de la familia real. Por deseo de la reina el pintor los retrató por separado, lo que evitó que todos juntos debieran posar durante largas y tediosas sesiones.
Todos los bocetos tienen como característica principal una imprimación rojiza y rasgos faciales construidos en un solo tono, al igual que las masas principales. Al final, una vez definidos los planos y las proporciones, se añadían los matices de color. El 23 de julio Goya presentó la minuta de los diez retratos, de los que sólo se conservan cinco autógrafos, todos ellos en el Museo del Prado: La infanta María Josefa, El infante Carlos María Isidro, El infante Francisco de Paula, El infante Antonio Pascual y Luis, rey de Etruria. De los bocetos perdidos se conocen copias hechas por Agustín Esteve o por el taller repartidas por diversos museos y colecciones, entre ellos el retrato del futuro Fernando VII que está en el Museo Metropolitano de Arte de Nueva York. Finalmente, Goya trabajó en el cuadro definitivo entre junio de 1800 y diciembre de 1801, cuando fue presentado al rey. El Museo Soumaya de Ciudad de México guarda un pequeño boceto de la composición general, considerado preparatorio para el cuadro definitivo.

Bocetos
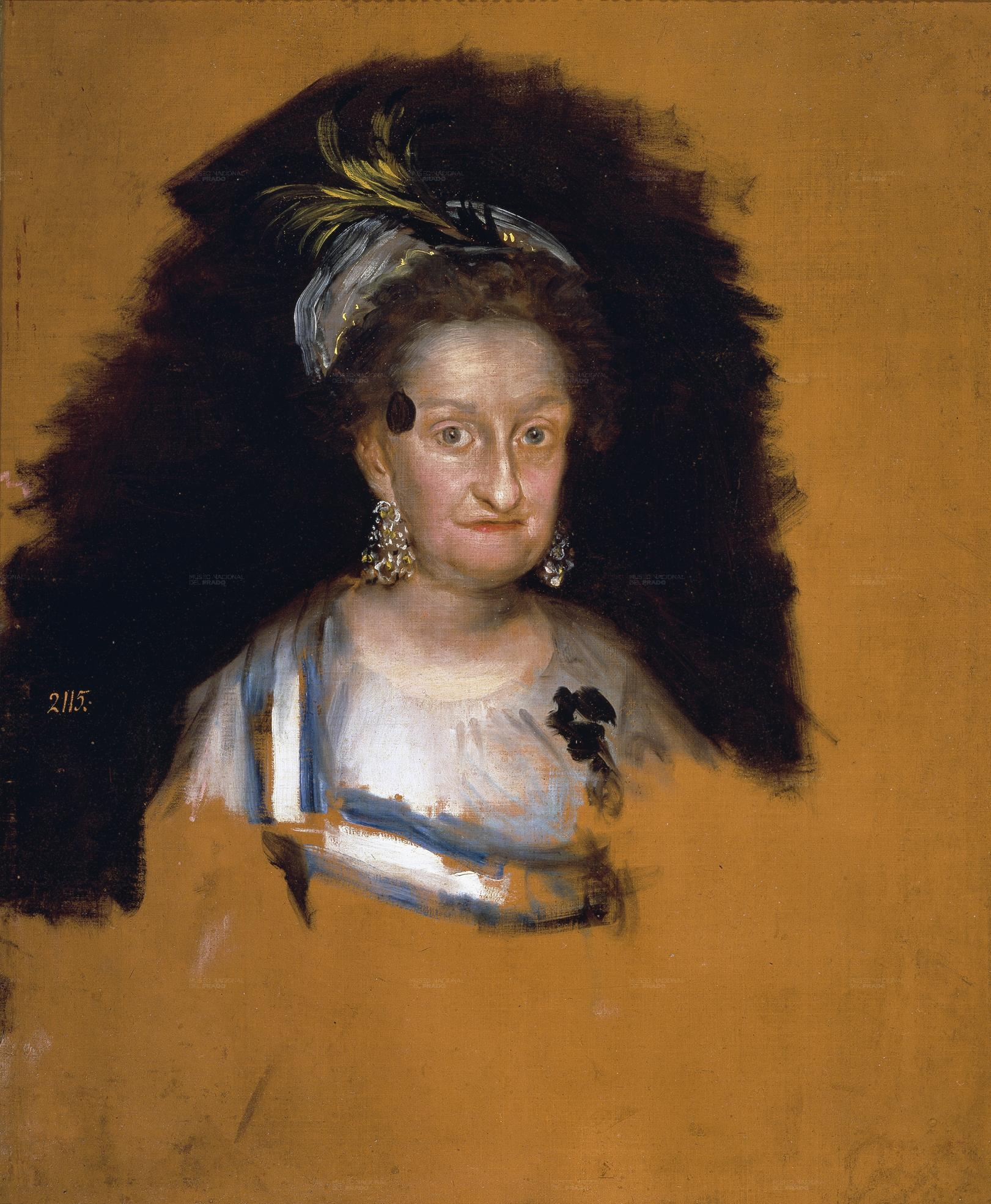
Infanta María Josefa
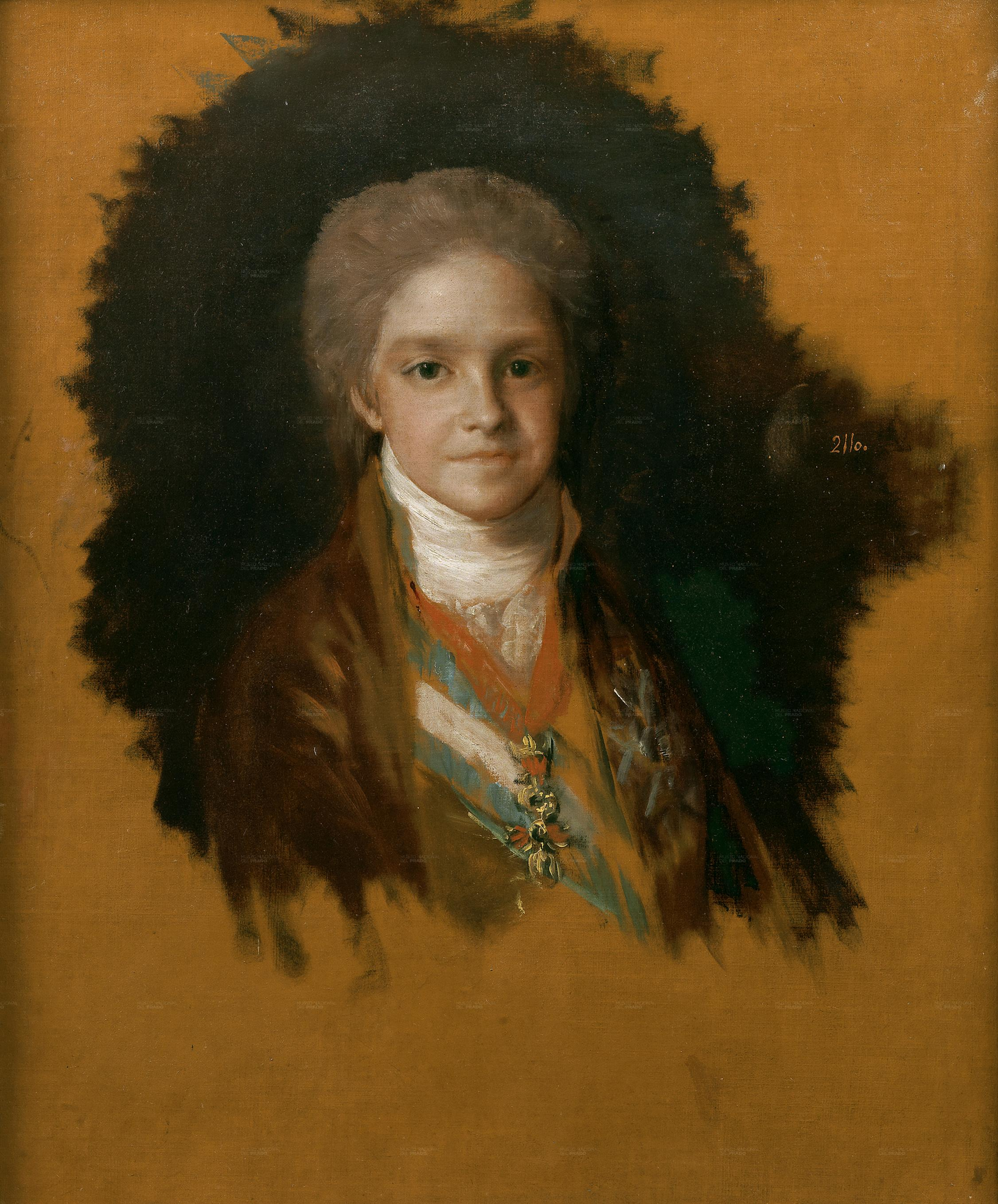
Infante Carlos María Isidro
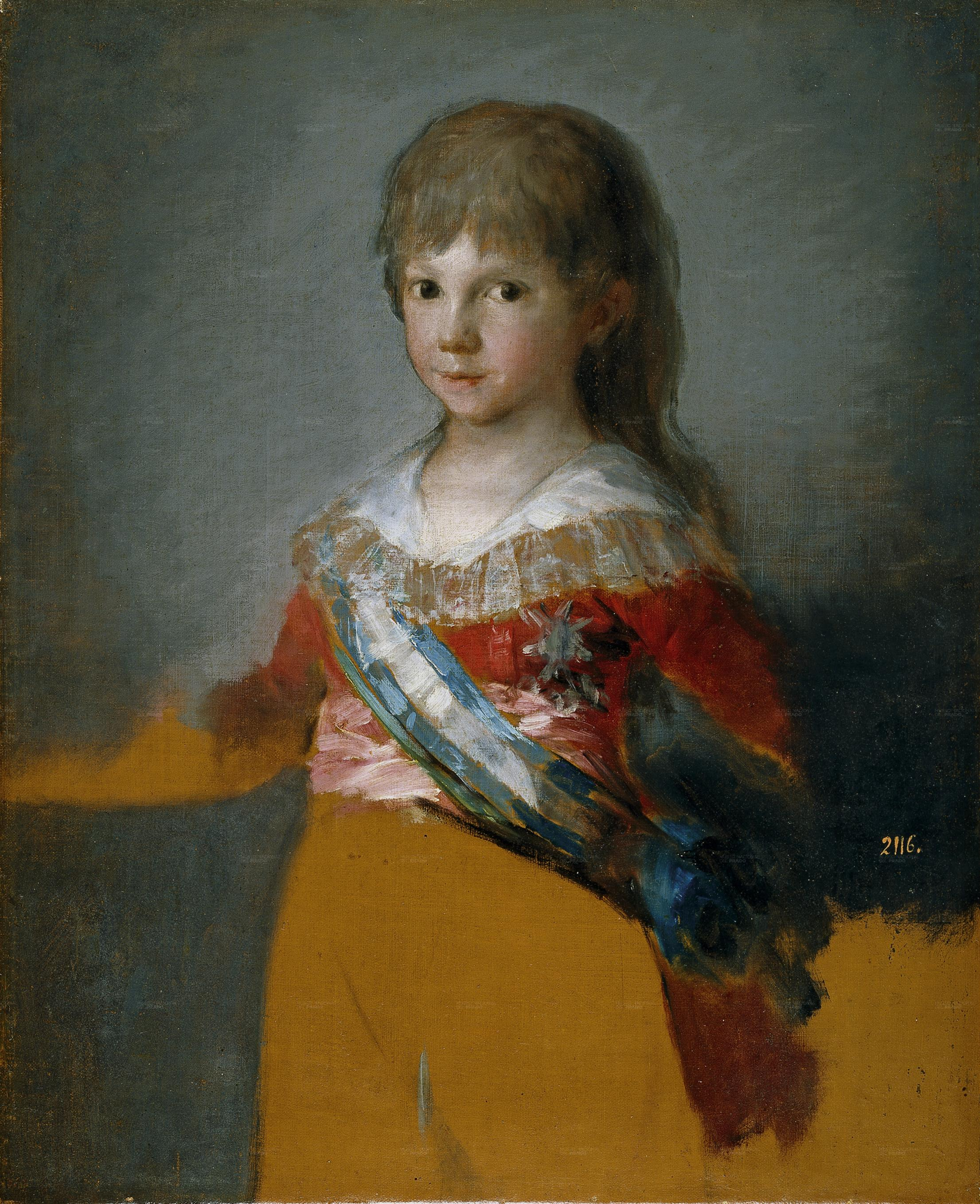
Infante Francisco de Paula
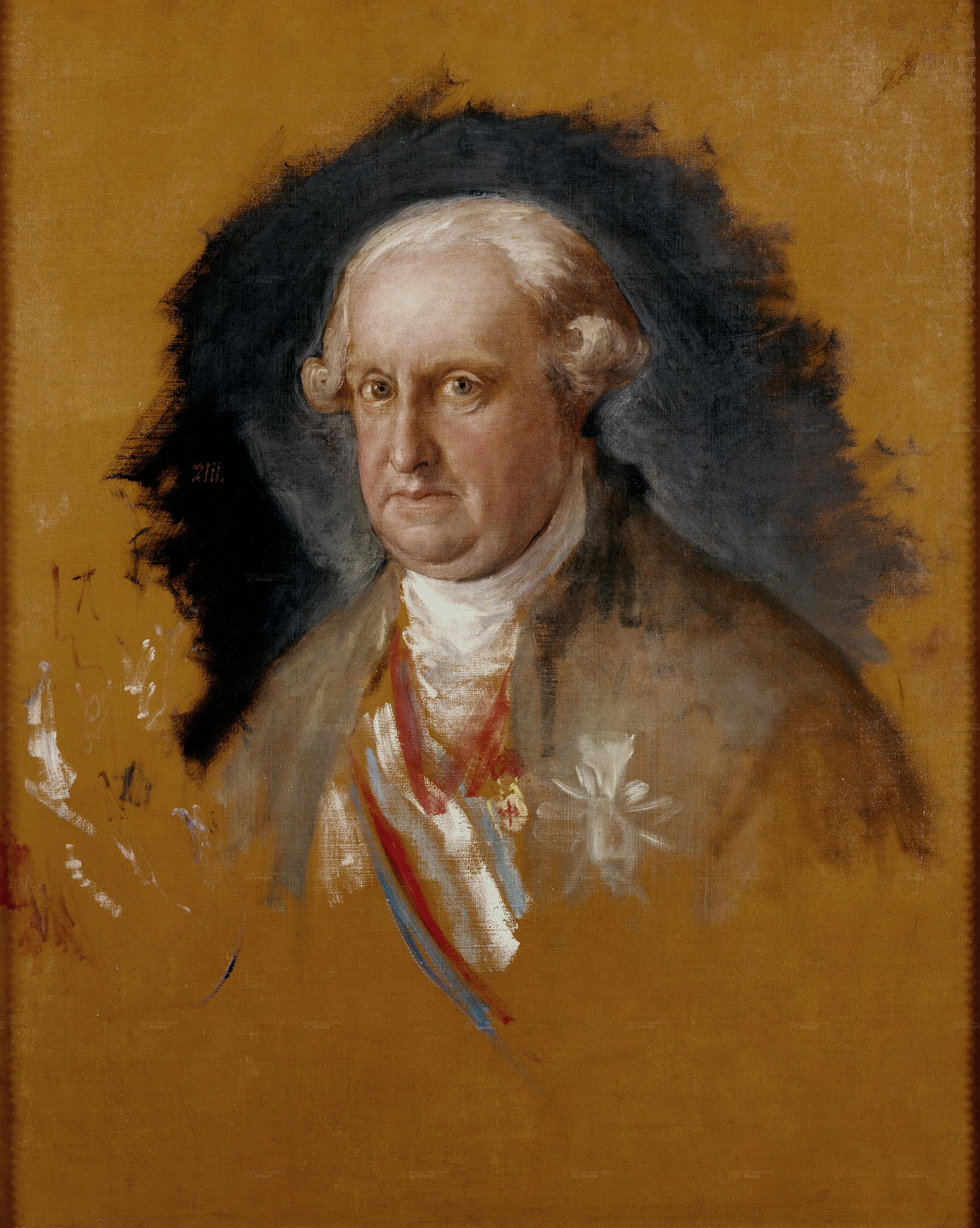
Infante Antonio Pascual
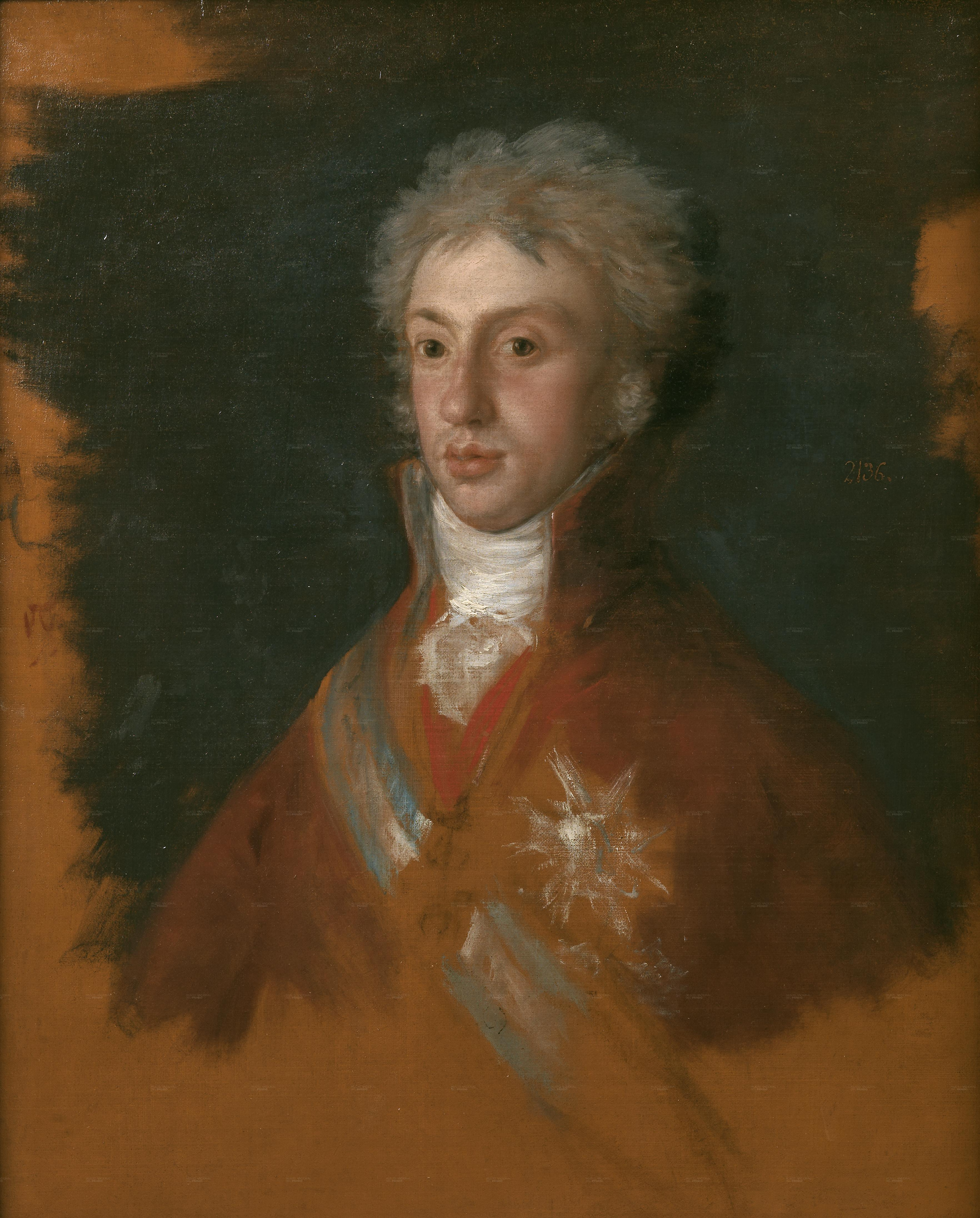
Luis de Borbón, príncipe de Parma y rey de Etruria

Se ha dicho que el cuadro no suscitó el entusiasmo de la familia real, que esperaba una pintura más grandiosa, semejante a La familia de Felipe V, de Van Loo. Sin embargo, no fue mal acogido. Carlos IV aludía a él castizamente como el retrato «de todos juntos», y parece que sus protagonistas se vieron fielmente representados y pudieron quedar complacidos, como muchos de los personajes retratados por Goya con igual sinceridad y verismo, pues el pintor les dotaba de una apariencia vívida y un aire de dignidad y decoro como pocos pintores de la época podían alcanzar. De hecho, si se comparan sus retratos con otros contemporáneos, se puede observar que Goya los pintó notablemente favorecidos, tratando de «servir a sus señores del mejor modo posible». Pese a ello, en el pasado se vio en el cuadro una crítica de Goya a la monarquía, con alusiones al aspecto aburguesado de los protagonistas, que Goya no habría tenido inconveniente en trasladar al lienzo. Se cuenta en ese sentido que Pierre-Auguste Renoir, al visitar el Museo del Prado y ver este cuadro, exclamó: «el rey parece un tabernero, y la reina parece una mesonera...o algo peor, ¡pero qué diamantes le pintó Goya!».

## Análisis

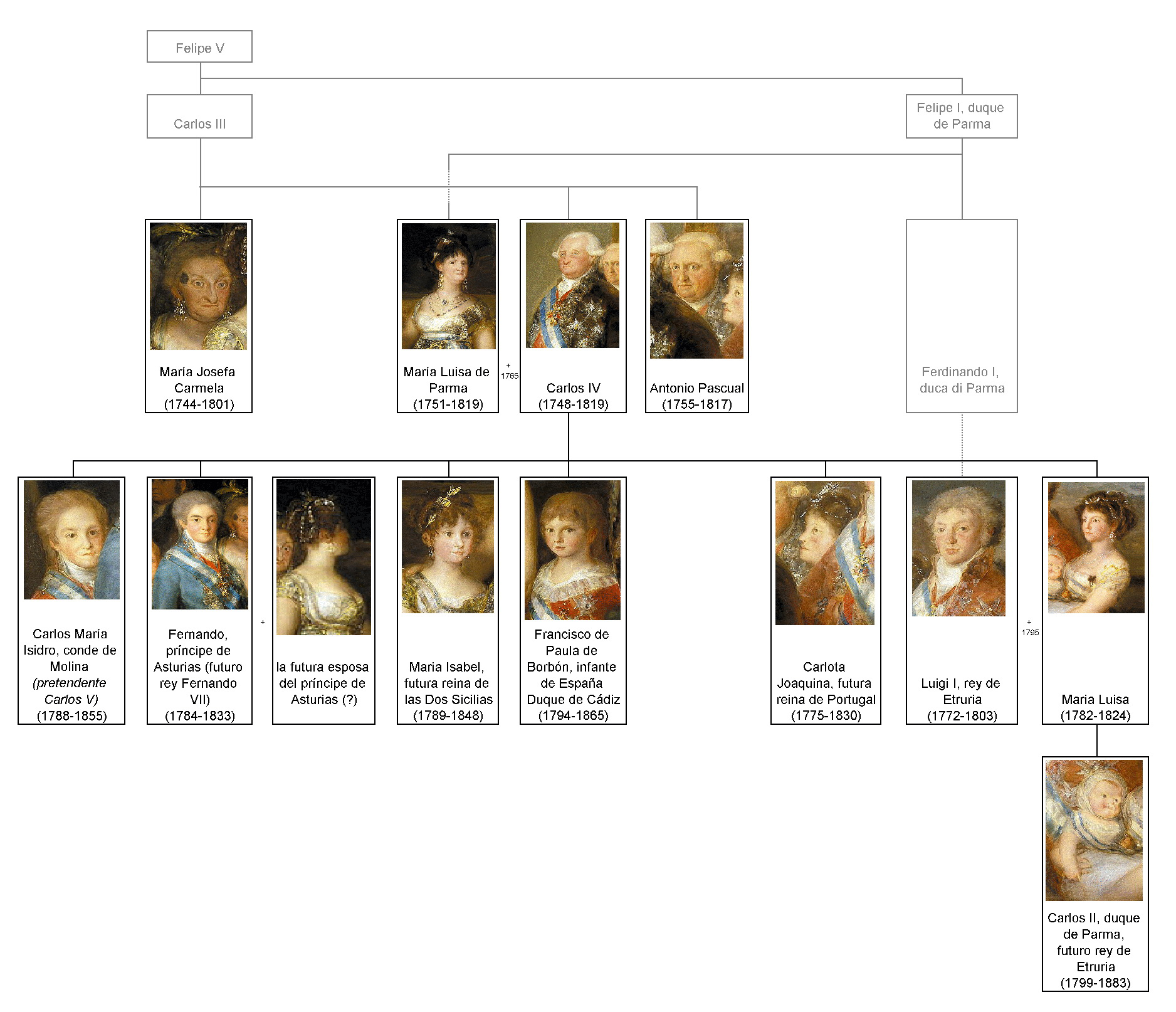
Árbol genealógico de la familia de Carlos IV.

En él aparecen ordenadamente todos los miembros de la familia real con intención de realzar la figura de la reina María Luisa, que ocupa el centro de la escena pasando un brazo maternalmente sobre los hombros de la infanta María Isabel a la vez que lleva cogido de la mano al infante don Francisco de Paula, quien a su vez se la da al rey. A la izquierda se sitúan el futuro Fernando VII sujetado por la espalda por el infante Carlos María Isidro y una joven elegantemente vestida pero sin rostro, recurso empleado por Goya para representar a la futura esposa del príncipe de Asturias cuando esta aún no había sido ni siquiera elegida. A la derecha, la infanta María Luisa, con su marido el duque de Parma, lleva en brazos al pequeño infante Carlos Luis. Ocupando el fondo están los hermanos del rey, a la izquierda María Josefa de Borbón y a la derecha Antonio Pascual, este último junto a otra figura femenina de la que sólo se ve la cabeza de perfil, que se ha identificado diversamente como su esposa, la infanta María Amalia, fallecida dos años atrás, o como la hija mayor de los reyes, la infanta Carlota Joaquina, reina de Portugal, a la que Goya no tuvo ocasión de retratar por hallarse ausente de España desde hacía algunos años. El modo como se disponen sus protagonistas, se ha concebido con una intención claramente dinástica. Con un mensaje tranquilizador, la reina se presenta como madre prolífica a la vez que, mediante la inclusión prematura de la futura princesa de Asturias, cobraba mayor fuerza la seguridad en la descendencia, garantizada en cualquier caso por la presencia del pequeño en brazos de la infanta María Luisa.
Goya muestra a los miembros de la familia real de pie, dispuestos en forma de friso como aparecen también los personajes de Las Meninas, vestidos con lujosos ropajes de seda y con abundantes joyas y condecoraciones, los varones con la Orden de Carlos III, el Toisón de Oro y la Orden de San Jenaro y las mujeres con la banda de la Orden de las Damas Nobles de la Reina María Luisa. El pintor pone en estos detalles todos los recursos de su maestría a fin de representar a la familia real en toda su dignidad, destacando a la vez el carácter bondadoso y sereno del monarca reinante. Lo que podía ser un homenaje a Velázquez servía al mismo tiempo para enlazar las dinastías austriaca y borbónica, abundando en aquella concepción dinástica.
Sin embargo, como ya observó Camón Aznar, Goya no concibió un juego de perspectivas y luces tan complejo como el que se percibe en Las Meninas. Con la reducción del espacio Goya elimina también los elementos barrocos que tenía el cuadro velazqueño, con el juego de alusiones y adivinanzas creado por el reflejo de los reyes en el espejo y el motivo del cuadro en el que el pintor trabaja. Glendinning (2005) conjetura que el pintor, autorretratado tras un gran lienzo del que se muestra el bastidor en un homenaje más a Las Meninas, contempla un espejo, pero situado ahora en el lugar ocupado por el espectador y no al fondo de la sala, en el que se refleja la familia real. Fred Licht recurre a ese espejo, colocado ante los retratados, para explicar que Goya pueda pintar a la familia real estando situado detrás de ella. Por otra parte, al colocarlos frente el espejo Goya estaría permitiendo a sus modelos juzgar acerca de sí mismos y del acierto de la composición antes de proceder a retratarlos. Los modelos pueden verse tal como van a ser retratados e introducir las modificaciones que estimen pertinentes. De este modo, la «implacable» visión goyesca sería, en realidad, la visión que los retratados tenían de sí mismos.
Destaca en la ejecución la pincelada goyesca, casi presagiando el impresionismo, que le permite aplicar destellos para crear una ilusión bien delineada de la calidad de las vestiduras, condecoraciones y joyas. Sin embargo, es una obra alejada de las representaciones más oficiales, pues el rey y su familia no portan símbolos de poder. Tampoco utiliza el recurso de Van Loo: situar a la familia entre cortinajes a modo de palio. Los gestos revelan unos rasgos muy humanos en el comportamiento íntimo y familiar de los retratados: la infanta Isabel sostiene a su niño muy cerca del pecho, evocación de la lactancia, y el infante don Carlos se abraza tiernamente a su hermano Fernando, denotando cierta timidez y miedo. Con respecto al boceto, la imagen de Carlos María Isidro presenta algunas diferencias. La imagen es más difusa y el rostro congelado, distinto del carácter alegre y sincero del infante. Tampoco ahonda en la complicada psicología del infante, quien parece arroparse bajo la figura de su hermano Fernando, futuro rey de España.
Pocos años antes, Luis XVI de Francia había sido guillotinado en París y con él parecía extinguirse la rama francesa de los Borbones. Mas Goya brinda aquí un enfoque diferente, que bien le pudieron imponer los reyes: la Casa de Borbón española es fuerte, amplia y con numerosos descendientes, destinados a perpetuar el poder de la familia.
Para Manuela Mena, Goya tenía el encargo de representar a toda la familia real, incluso a quienes ya habían muerto, como la infanta María Amalia, o a quienes estaban por llegar, como la futura princesa de Asturias. Goya se incluyó en la composición, como lo había hecho en La familia del infante don Luis, aunque en esta ocasión a la familia real no acompañasen damas ni sirvientes, disponiendo los grupos con una «simetría encubierta» como lo había hecho Velázquez en Las Meninas. El eje central del retrato es la reina, como en el cuadro de Velázquez lo había sido la infanta Margarita, y hacia ella convergen las restantes figuras, dispuestas a sus lados en dos grupos compensados dentro de un espacio reducido que semeja un friso riguroso. Esa desnudez austera del viejo Alcázar de Madrid, escenario de Las Meninas, establece un vínculo visual con el Palacio borbónico, a pesar de la diferencia de ambos lugares. Todo ello es muestra de la subordinación del lienzo goyesco a Las Meninas.
Al fondo se encuentran dos cuadros de autor y tema desconocidos, sobre los que se han formulado numerosas hipótesis. Entre ellas los Hagen consideran que uno de esos cuadros podría aludir a Lot y sus hijas, en referencia al libertinaje que se vivía en la corte. Pero estas hipótesis, que tienden a ver una crítica caricaturesca en el retrato grupal, chocan con la posición de Goya en la corte y los «sobrados motivos de agradecimiento» que podía tener en particular hacia el rey.
El aspecto poco lisonjero de la imagen pudiera además explicarse por la tradición del retrato español, caracterizado por el rigor inflexible en la representación de la fisonomía del retratado. El mejor ejemplo de esa regla de oro de la retratística española, que perseguiría no representar nada más que la verdad, volvería a ser, en opinión de Licht, Velázquez y su retrato de Inocencio X.

## Influencias
A diferencia de los países nórdicos en España el retrato colectivo fue escasamente practicado. Existían precedentes en asuntos de género religioso, con grupos de donantes. Podrían considerarse dentro de este género algunas composiciones más complejas, como El entierro del Conde de Orgaz del Greco o la Adoración de la Sagrada Forma por Carlos II de Claudio Coello. Pero en un sentido más estricto, el único que podría considerarse como retrato de la familia real hasta el momento eran Las Meninas, de Velázquez, único antecedente directo español de La familia de Carlos IV.
La familia de Felipe V de Van Loo, es el paradigma de los retratos grupales en la Corte española de los Borbones. Destaca en el cuadro una soberbia escultura, un pomposo mobiliario y las actitudes idealizadas de los miembros de la Familia Real, a fin de legitimarlos y aproximarlos a un ideal de raza y belleza. Todas estas características son desechadas por Goya, quien muestra a los reyes de un modo más humano.

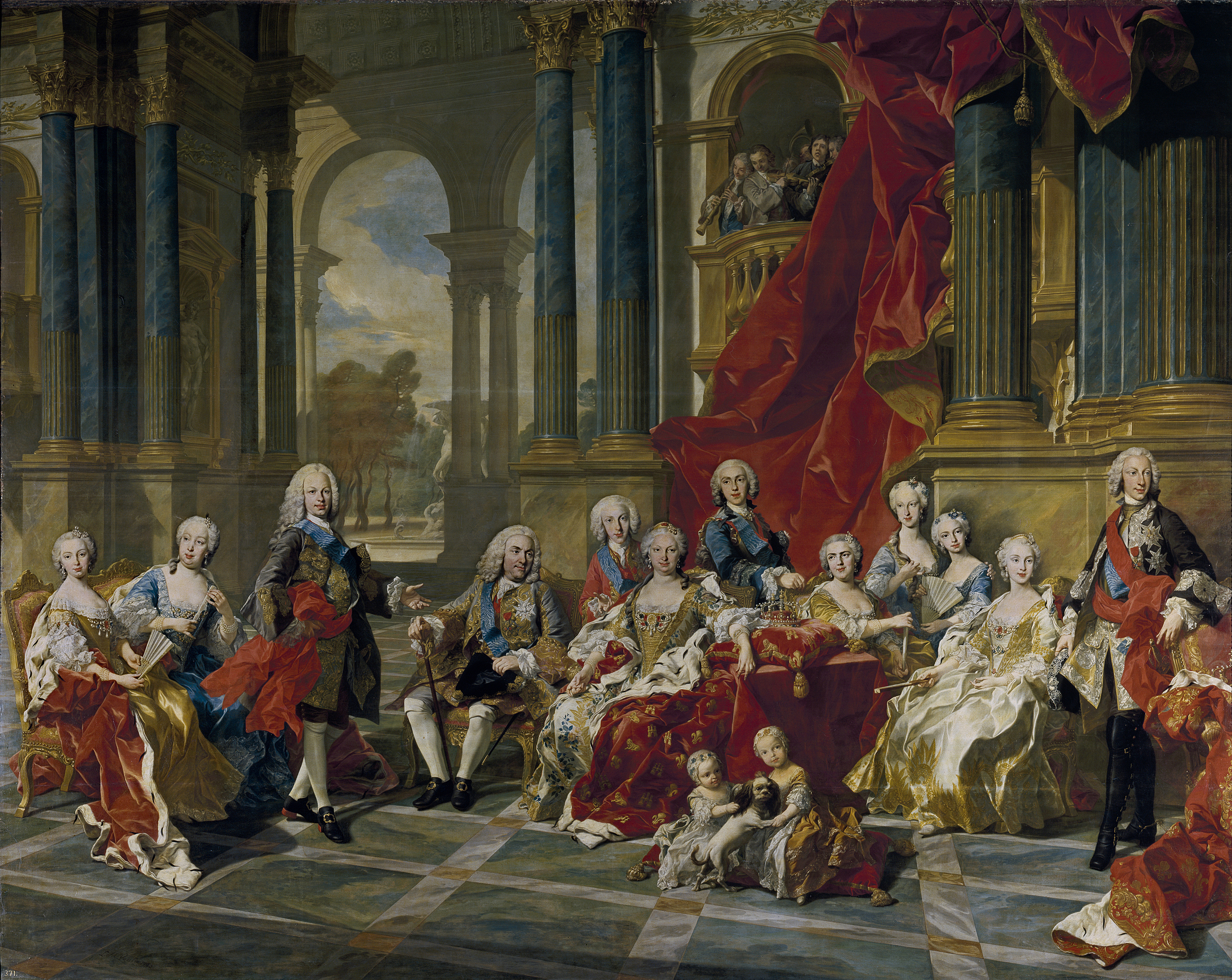
La familia de Felipe V (1743).

Ya en una ocasión anterior Goya había incorporado su autorretrato en un retrato colectivo encargado por un miembro de la familia real: La familia del infante don Luis (1783, Parma, Fondazione Magnani-Rocca). Conociendo su admiración por la obra de Velázquez, es razonable suponer que al hacerlo así tuviese en mente el ejemplo de Las Meninas, pero cabe que fuese el propio infante quien le sugiriese hacerlo de ese modo a fin de dar mayor realce al encargo. Por otro lado, Goya concibió la escena en esta ocasión de un modo más moderno, al representar al infante de perfil, sentado ante una mesa cubierta con un tapete verde y las cartas de una baraja sobre ella, rodeado por los miembros de su familia junto con algunos amigos y sirvientes en amigable tertulia. Pero al mismo tiempo supo mantener las distancias, retratándose a sí mismo con modestia, de espaldas, agachado y envuelto en penumbra. Fuese idea suya o sugerida por los monarcas, al incluir su retrato en el de La familia de Carlos IV, Goya buscó una mayor aproximación a Las Meninas, sintiéndose más cercano ahora a Velázquez desde su nuevo cargo de primer pintor de cámara, el mismo que Velázquez había ostentado al servicio de Felipe IV. Pero Goya volvía en esta ocasión a saber guardar las distancias, «colocándose con su lienzo en el fondo y a la sombra».

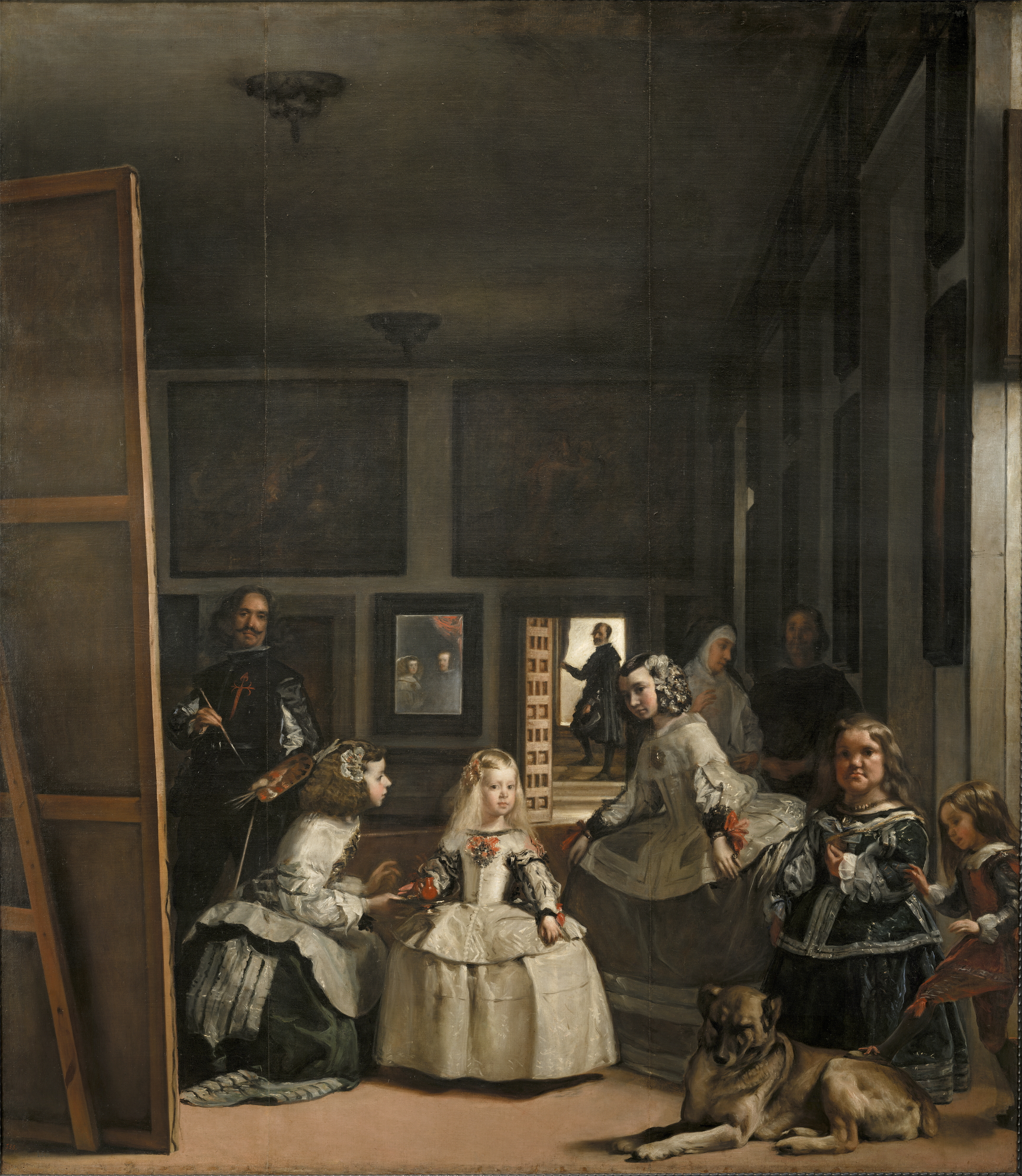
Las Meninas (1656).

Otros rasgos que recuerdan a Las Meninas son la presencia de dos cuadros en la pared del fondo y el hecho ya citado de que Goya se autorretratase detrás del lienzo que pinta, en su papel de creador al servicio de los reyes. Él siempre reconoció a Velázquez, junto a Rembrandt y la Naturaleza, como sus tres únicos maestros. Pero Goya se distanció de la obra maestra de Velázquez, a la que sólo en estos detalles circunstanciales se asemeja, por la escasa profundidad de la habitación y la ya señalada ausencia de alusiones conceptuales barrocas.
El aragonés sitúa a sus personajes en un espacio hermético y con poca iluminación que no les favorece, además de que presenta poca comodidad para el artista. El taller del pintor, a diferencia de Velázquez, ha sido convertido por Goya, en opinión de Licht, en una «cárcel inhóspita y sórdida», concluyendo su explicación, parafraseando a Janis Tomlinson:

Lo que en Velázquez era epopeya ha pasado a ser novela en Goya. La reverencia suspensa que sacralizaba la visión de Velázquez se ha esfumado. El sevillano, a su manera oblicua, retiene todas las notas del retrato «epifanía» al otorgarnos un sitio desde el que podemos ver a la familia elegida por Dios para gobernar en la tierra. Goya nos excluye, y con ello excluye la epifanía. Velázquez nos dice de dónde han venido los reales progenitores, dónde están y a dónde van. La familia de Carlos IV no viene de ninguna parte y no tiene ningún sitio adonde ir.